# Спискови места Светске баштине
Ово су спискови места Светке баштине. Светска баштина специфично је место које је номиновано за Међународни програм светске баштине којим управља Организација Уједињених нација за образовање, науку и културуа (Унеско). 

## Општи спискови
- Некадашња места Светске баштине
- Списак угрожених места Светске баштине
- Списак места Светске баштине по години уписа
- Места Светске баштине по државама
- Програм Светске баштине за земљану архиктетуру § места

## Спискови по континенту

### Африка
- Списак места Светске баштине у арапским државама
  - Списак места Светске баштине у Алжиру
  - Списак места Светске баштине у Египту
  - Списак места Светске баштине у Либији
  - Списак места Светске баштине у Мароку
  - Списак места Светске баштине у Судану
  - Списак места Светске баштине у Тунису
- Списак места Светске баштине у Боцвани
- Списак места Светске баштине у Обали Слоноваче
- Списак места Светске баштине у Демократској Републици Конго
- Списак места Светске баштине у Етиопији
- Списак места Светске баштине у Кенији
- Списак места Светске баштине на Мадагаскару
- Списак места Светске баштине у Малију
- Списак места Светске баштине у Мауританији
- Списак места Светске баштине у Сенегалу
- Списак места Светске баштине у Јужној Африци
- Списак места Светске баштине у Танзанији
- Списак места Светске баштине у Уганди
- Списак места Светске баштине у Зимбабвеу

### Америке
- Списак места Светске баштине на Карибима
  - Списак места Светске баштине на Куби
- Списак места Светске баштине у Централној Америци
  - Списак места Светске баштине у Костарики
  - Списак места Светске баштине у Панами
- Списак места Светске баштине у Северној Америци
  - Списак места Светске баштине у Канади
  - Списак места Светске баштине у Сједињеним Државама
  - Списак места Светске баштине у Мексику
- Списак места Светске баштине у Јужној Америци
  - Списак места Светске баштине у Аргентини
  - Списак места Светске баштине у Боливији
  - Списак места Светске баштине у Бразилу
  - Списак места Светске баштине у Чилеу
  - Списак места Светске баштине у Колумбији
  - Списак места Светске баштине у Еквадору
  - Списак места Светске баштине у Перуу
  - Списак места Светске баштине у Венецуели

### Азија
- Списак места Светске баштине у Источној Азији
  - Списак места Светске баштине у Кини
  - Списак места Светске баштине у Јапану
  - Списак места Светске баштине у Монголији
  - Списак места Светске баштине у Северној Кореји
  - Списак места Светске баштине у Јужној Кореји
- Списак места Светске баштине у Северној и Централној Азији
  - Списак места Светске баштине у Казахстану
  - Списак места Светске баштине у Киргистану
  - Списак места Светске баштине у Таџикистану
  - Списак места Светске баштине у Туркменистану
  - Списак места Светске баштине у Узбекистану
- Списак места Светске баштине у Југоисточној Азији
  - Списак места Светске баштине у Камбоџи
  - Списак места Светске баштине у Индонезији
  - Списак места Светске баштине у Лаосу
  - Списак места Светске баштине у Малезији
  - Списак места Светске баштине у Мјанмару
  - Списак места Светске баштине на Филипинима
  - Списак места Светске баштине у Сингапуру
  - Списак места Светске баштине на Тајланду
  - Списак места Светске баштине у Вијетнаму
- Списак места Светске баштине у Јужној Азији
  - Списак места Светске баштине у Авганистану
  - Списак места Светске баштине у Бангладешу
  - Списак места Светске баштине у Индији
  - Списак места Светске баштине у Непалу
  - Списак места Светске баштине у Пакистану
  - Списак места Светске баштине на Шри Ланки
- Списак места Светске баштине у Западној Азији
  - Списак места Светске баштине на Кипру
  - Списак места Светске баштине у Ирану
  - Списак места Светске баштине у Израелу
  - Списак места Светске баштине у арапским државама
    - Списак места Светске баштине у Саудијској Арабији
    - Списак места Светске баштине у Палестини
    - Списак места Светске баштине у Јордану
    - Списак места Светске баштине у Јемену

### Европа
- Списак места Светске баштине у Источној Европи
  - Списак места Светске баштине у Јерменији
  - Списак места Светске баштине у Азербејџану
  - Списак места Светске баштине у Белорусији
  - Списак места Светске баштине у Бугарској
  - Списак места Светске баштине у Чешкој Републици
  - Списак места Светске баштине у Грузији
  - Списак места Светске баштине у Мађарској
  - Списак места Светске баштине у Молдавији
  - Списак места Светске баштине у Пољској
  - Списак места Светске баштине у Румунији
  - Списак места Светске баштине у Русији
  - Списак места Светске баштине у Словачкој
  - Списак места Светске баштине у Украјини
- Списак места Светске баштине у Северној Европи
  - Списак места Светске баштине у Данској
  - Списак места Светске баштине у Естонији
  - Списак места Светске баштине у Финској
  - Списак места Светске баштине на Исланду
  - Списак места Светске баштине у Летонији
  - Списак места Светске баштине у Литванији
  - Списак места Светске баштине у Норвешкој
  - Списак места Светске баштине у Шведској
- Списак места Светске баштине у Јужној Европи
  - Списак места Светске баштине у Албанији
  - Списак места Светске баштине у Андори
  - Списак места Светске баштине у Босни и Херцеговини
  - Списак места Светске баштине у Хрватској
  - Списак места Светске баштине на Кипру
  - Списак места Светске баштине у Грчкој
  - Списак места Светске баштине у Италији
  - Списак места Светске баштине на Малти
  - Списак места Светске баштине у Црној Гори
  - Списак места Светске баштине у Северној Македонији
  - Списак места Светске баштине у Португалу
  - Списак места Светске баштине у Сан Марину
  - Списак места Светске баштине у Србији
  - Списак места Светске баштине у Словенији
  - Списак места Светске баштине у Шпанији
  - Списак места Светске баштине у Турској
  - Ватикан је сам по себи место Светске баштине
- Списак места Светске баштине у Западној Европи
  - Списак места Светске баштине у Аустрији
  - Списак места Светске баштине у Белгији
  - Списак места Светске баштине у Француској
  - Списак места Светске баштине у Немачкој
  - Списак места Светске баштине у Луксембургу
  - Списак места Светске баштине у Холандији
  - Списак места Светске баштине у Републици Ирској
  - Списак места Светске баштине у Швајцарској
  - Списак места Светске баштине у Уједињеном Краљевству
    - Списак места Светске баштине у Шкотској

### Океанија
- Списак места Светске баштине у Аустралији
- Списак места Светске баштине на Новом Зеланду